# NGC 551
NGC 551 este o galaxie spirală situată în constelația Andromeda. A fost descoperită în 21 septembrie 1786 de către William Herschel.